# SG Nieder-Roden
Die Sportgemeinschaft Nieder-Roden e. V. ist ein deutscher Sportverein mit Sitz im Stadtteil Nieder-Roden der hessischen Stadt Rodgau im Landkreis Offenbach.

## Vorgängervereine
Die SG hat ihren Ursprung in dem im Jahr 1911 gegründeten Sportverein 1911 Nieder-Roden, welcher wiederum aus dem Turnverein Vorwärts 1899 herausging. Zu dieser Zeit beinhaltete der Verein als Abteilungen Fußball, als auch Leicht- und Schwerathletik. Die Fußball-Abteilung wurde im Jahr 1927 noch mit einer Reserve- sowie Jugendmannschaft erweitert. Nach der Auflösung des lokalen im ATSB organisierten Freien Sportvereins im Jahr 1933 durch die Nationalsozialisten, traten fast alle ehemaligen Mitglieder dem Verein bei. Der Turnverein schloss sich dann ein Jahr später, ebenfalls dem Sportverein an. Damit entstand auch eine seit 1926 im Turnverein bestehende Abteilung für Handball. Nach dem Zusammenschluss wirkte der Verein unter dem Namen Sportverein Vorwärts Nieder-Roden 1899.

## Geschichte
Nach dem Ende des Zweiten Weltkriegs wurde nur die Gründung von einem Sportverein erlaubt. Somit wurde die heutige Sportgemeinschaft 1945 Nieder-Roden gegründet. Nach dem weitere Vereine neu gegründet werden durften, verließen die Mitglieder der ehemaligen Turngemeinde die SG im Jahr 1949 wieder. Ein Jahr später wurden dann die Sportgelände der beiden ehemaligen Sportverein zusammengeführt. Von 1966 bis 1969 kamen dann noch die Abteilungen Gymnastik, Tennis und Tischtennis sowie Badminton hinzu.

### Fußball

#### 1960er Jahre
Der ersten Fußball-Mannschaft des Vereins gelang es zur Saison 1961/62 in die zu dieser Zeit drittklassige 1. Amateurliga Hessen aufzusteigen. Mit 28:32 Punkten gelang es über den neunten Platz die Klasse dann auch locker zu halten. Bereits nach der Folgesaison reichte es dann aber nur noch mit 30:30 Punkten für den elften Platz. Nach der Spielzeit 1963/64 musste die Mannschaft mit 24:48 Punkten als letzter der Tabelle wieder in die 2. Amateurliga absteigen.

#### Heutige Zeit
In der Saison 2003/04 spielt der Verein in der Bezirksoberliga Ost und beendete mit 69 Punkten als Meister die Spielzeit. Der dabei punktgleiche VfR Kesselstadt, dabei mit +32 Toren das schlechtere Verhältnis im Vergleich zur SG mit +49 Toren. In der Landesliga konnte sich der Verein dann auch erst einmal halten, nach der Spielzeit 2006/07 musste die Mannschaft jedoch knapp mit 47 Punkten über den 15. Platz wieder absteigen. Zur Saison 2008/09 wurde aus der Bezirksoberliga dann die Gruppenliga Frankfurt. Hieraus musste der Verein am Ende der Spielzeit aber auch gleich erneut absteigen, mit 32 Punkten reichte es am Ende der Saison nur für den 17. Platz. Nun in der Kreisoberliga Offenbach angekommen sollte es nach der Spielzeit 2009/10 mit 60 Punkten nur für den zweiten Platz reichen. Dieser reichte aber auch für den Aufstieg, womit die Mannschaft sofort wieder in die Gruppenliga zurückkehren konnte.
Die Folgesaison lief jedoch wieder nicht besonders gut, womit das Team mit 24 Punkten auf dem 18. und damit letzten Platz der Tabelle landete und somit den direkten Wiederabstieg antreten musste. Aber auch in der Kreisoberliga lief es schlecht und so endete die Mannschaft mit 38 Punkten nur knapp über dem Strich, der die Teilnahme an der Abstiegsrelegation bedeutet hätte. Wirklich daraus kam die SG in den darauf folgenden Spielzeiten dann aber auch nicht und so ging es nach der Spielzeit 2014/15 mit 21 Punkten gar noch ein weiteres Mal hinunter. Nun hieß die Spielklasse für die Mannschaft Kreisliga A Offenbach in der die erste Saison zwar unter den oberen Vereinen mit 60 Punkten auf dem zweiten Platz abgeschlossen werden konnte, für den direkten Wiederaufstieg sollte dies aber nicht reichen. Dies sollte sich in der Saison 2016/17 aber nicht wiederholen, nach der die Mannschaft durch 85 Punkten souverän mit einem Vorsprung von 17 Punkten auf den FC Germania Bieber die Meisterschaft einfahren konnte. Zurück in der Kreisoberliga ging der Aufschwung aber weiter und die Spielzeit 2017/18 endete mit 74 Punkten auf dem zweiten Platz. Im darauffolgenden Aufstiegsspiel unterlag das Team jedoch mit 5:4 n. E. gegen die Eintracht Oberrodenbach, am Ende hatte dieses Ergebnis jedoch keine Bedeutung mehr und beide Vereine durften aufsteigen. Somit spielt der Verein bis heute in der Gruppenliga Frankfurt.

### Handball
Die Männer-Mannschaft der seit der Vereinsgründung bestehenden Handball-Abteilung, stieg zur Saison 2004/05 in die Regionalliga Südwest auf. Seit dem 1. Juli 2006 besteht die Abteilung in einer Spielgemeinschaft zusammen mit der Turngemeinde Nieder-Roden unter dem Namen HSG Rodgau Nieder-Roden. Zurzeit treten die ersten Männer- als auch die Damen-Mannschaft in der 3. Liga der Männer bzw. der 3. Liga der Damen an.

## Bekannte Fußballspieler
- Ernst Wade (1934–2021), Spieler in der Jugend und später bei Kickers Offenbach
- Alfred Schultheis (1936–2024), Spieler in der Jugend und später bei Kickers Offenbach
- Christian Demirtas (* 1984), Spieler in der Jugend und später u. a. beim FSV Mainz 05 sowie dem Karlsruher SC
- Daniyel Cimen (* 1985), Spieler in der Jugend und später u. a. bei Eintracht Frankfurt und Erzgebirge Aue sowie dem FC Hanau 93